# Länscellfängelset i Jönköping
Länscellfängelset i Jönköping, senare Straffängelset i Jönköping, var ett cellfängelse öppnat 1859. Byggnaden revs 1975.

## Historik
Anstalten uppfördes på Munksjöns västra sida efter branden 1854. Fängelset tillkom som en följd av den fängelsereform, som beslutats vid 1844 års riksdag. Det var till utseendet likt andra enrumsfängelser från tiden, byggt i tre våningar med 90 ljusa och 5 mörka celler. Anstalten togs i bruk i december 1859. Byggnadskostnaden var 153 258 kronor.  
På 1880-talet inrättades en avdelning för tvångsarbetsfångar, som upphörde då tvångsarbetsanstalten i Svartsjö tillkommit 1891. Vid en reform 1911 ändrades beteckningen på de större länscellfängelserna, däribland Jönköpings, till straffängelse.  
Åren 1905 till 1922 var den viktigaste arbetsdriften skotillverkning. Därefter började man förbereda en total nedläggning. 

### Anstalt för straffriförklarade
Under 1920-talet blev platsbristen på de allmänna psykiatriska sjukhusen allt större och straffriförklarade, som ha borde överlämnats dit, fick behållas på fängelserna. Jönköpingsanstalten, som hade gott om ledig plats, fick därför bli förvaringsanstalt för straffriförklarade. Detta medförde ombyggnader, där fönstergluggarna öppnades och golv lades in så att våningarna helt avskiljdes från varandra. I norra halvan av bottenvåningen inrättades en isoleringsavdelning och resterande del avdelades för vanliga fångar. De första straffriförklarade flyttade in 1926. Fängelset ändrade härvid karaktär och var de närmast kommande åren mera likt ett dåtida sjukhus, där de intagna straffriförklarade hade sjukhuskläder och kallades patienter. Dessa överfördes emellertid till psykiatriska sjukhus så klart det blev möjligt.  
Byggnaden revs i mars 1975, efter att verksamheten lagts ned. Samma år flyttade Domstolsverket, Lantbruksstyrelsen och Skogsstyrelsen till staden och uppförde sina nya lokaler där fängelset tidigare legat.